# Stardust Memories
Stardust Memories ist eine in Schwarzweiß gedrehte US-amerikanische Tragikomödie von und mit Woody Allen aus dem Jahr 1980.

## Handlung
Der für seine Komödien berühmte Filmemacher Sandy Bates will keine komischen Filme mehr drehen. Sein jüngstes Werk ist dermaßen schwermütig geraten, dass die Produzenten damit drohen, dieses umzuschneiden und das Ende nachzudrehen. Sandy fährt frustriert in das Hotel „Stardust“, wo man ihm eine Retrospektive widmet. Während er von seinen Fans belauert wird, vermischen sich für Sandy Vergangenheit, Gegenwart und Fiktion: Er lässt die gescheiterte Beziehung zu der melancholischen Dorrie Revue passieren, begegnet mehrmals der Musikerin Daisy, deren Freund Sandys Filme verehrt, und erhält überraschend Besuch von seiner französischen Geliebten Isobel, die sich von ihrem Partner getrennt und ihre beiden Kinder mitgebracht hat. Während eines nächtlichen Festes von UFO-Anhängern wird Sandy zum Schein von einem Fan erschossen, doch das „Attentat“ entpuppt sich als Nervenzusammenbruch. Sein aktueller Film, für den er ein neues, positives Ende gedreht hat, wird begeistert gefeiert. Nach der Vorführung verlässt Sandy als letzter allein das Kino.

## Hintergrund
Stardust Memories startete am 26. September 1980 in den USA und am 22. Januar 1981 in den westdeutschen Kinos.

## Kritiken
Stardust Memories wurde bei Filmstart in der US-amerikanischen Presse überwiegend negativ besprochen, erhielt in Europa aber auch mehrfach Lob.

„[Allen] sieht Stardust Memories eindeutig als seinen Achteinhalb, und er entwickelt sich als ein Porträt der Klagen des Künstlers. […] Stardust Memories ist eine Enttäuschung. Es bedarf einer größeren Idee, einer ordnenden Kraft, um all diese Szenen voller Genörgel und Gejammer zusammenzuhalten und irgendwohin zu führen.“

„[Stardust Memories ist] ein furchtbarer Verrat. […] Woody Allen war in physischer Hinsicht oft bösartig gegen sich selbst – jetzt ist er es gegen seine Fans.“

„Keine ordentliche Bilanz nach neun Filmen in elf Jahren, kein gerader Strich, sondern eine vielfach gebrochene Kritzellinie. Woody Allen, dessen Kunst ja schon immer narzißtisch war, allein bezogen auf seine schwierige Innenwelt, gibt sich verschlossener denn je. […] Ich liebe ihn, nicht nur ‚die frühen komischen Filme‘, auch und besonders ‚Stardust Memories‘: einen sehr ernsten, sehr komischen Film.“

„Eine tragische Komödie; rätselhaft schwebend zwischen (Alp-)Traum, Zerrspiegel der Wirklichkeit, Selbstbespiegelung und Selbstkritik. Woody Allens bis zu diesem Zeitpunkt persönlichstes, komplexestes und pessimistischstes Werk.“

## Auszeichnungen
Woody Allens Originaldrehbuch wurde 1981 für den Writers Guild of America Award nominiert.